# Gare de Lyon (métro de Paris)
Pour les articles homonymes, voir Gare de Lyon.
Gare de Lyon est une station des lignes 1 et 14 du métro de Paris, située dans le 12e arrondissement de Paris, desservant notamment la gare grandes lignes, banlieue et RER de Paris-Gare-de-Lyon.

## Situation
La station de la ligne 1 est située sous le boulevard Diderot à l'est de la rue de Lyon. La station de la ligne 14 est située au sud de la gare de Lyon sous la rue de Bercy, le long de l'ouvrage commun des stations des lignes A et D du RER.

## Histoire

### Ligne 1

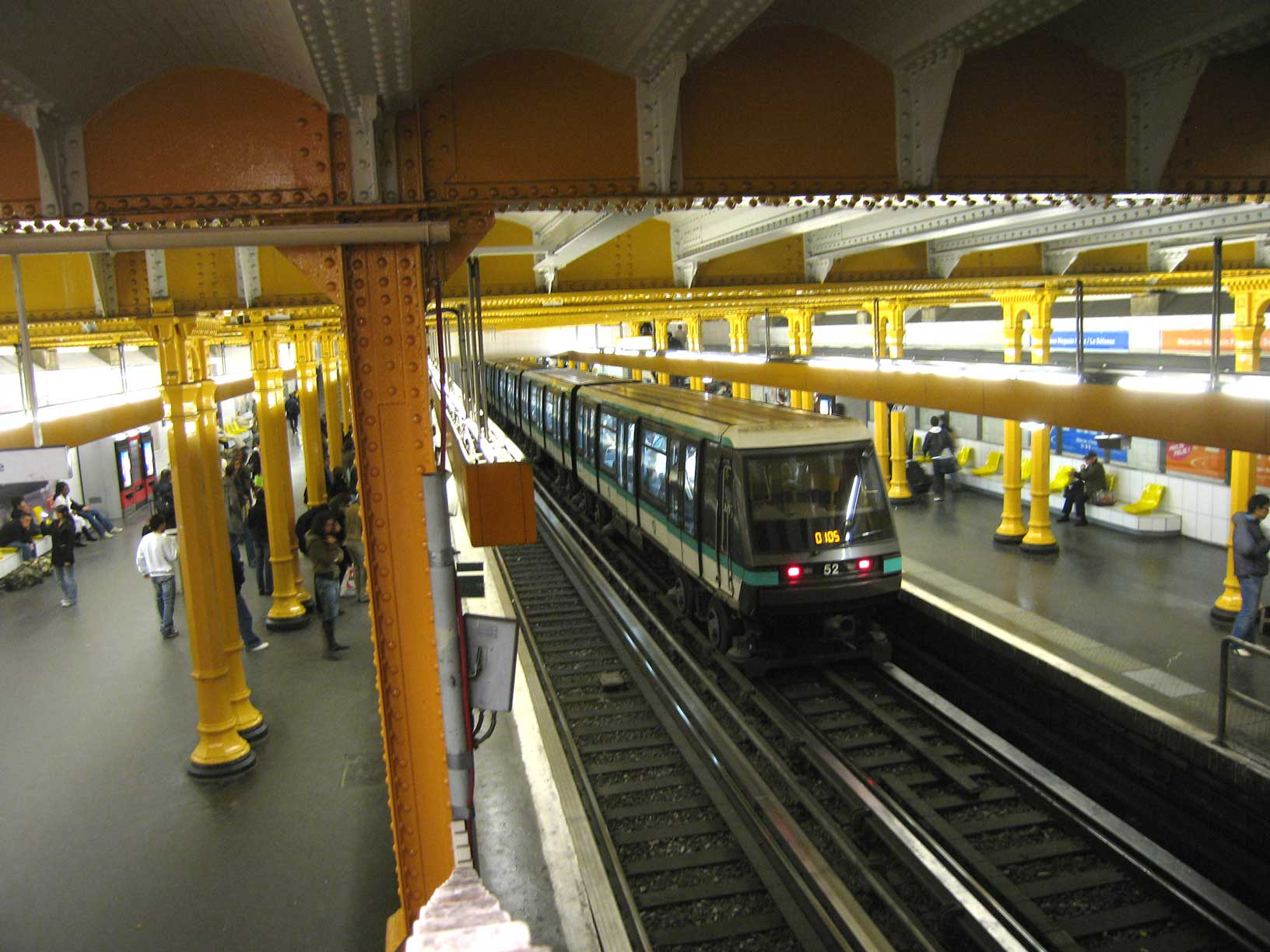
La station de la ligne 1. Au fond à droite, derrière les vitres, la voie de raccordement avec la ligne 5.

La station de la ligne 1 est ouverte le 19 juillet 1900 et doit son nom à la gare de Lyon toute proche. Elle a été construite avec une longueur de 100 mètres, au lieu des 75 mètres des autres stations de la ligne avant leur agrandissement lors de la transformation en métro sur pneus de la ligne. Elle comportait à l'origine quatre voies encadrant deux quais centraux de six mètres de large, afin de pouvoir y accueillir la ligne circulaire (ligne 2 de l'époque), ce qui ne fut pas réalisé.
Toutefois, du 1er août au 17 décembre 1906, la voie la plus méridionale reçoit provisoirement le terminus de la ligne 5 provenant de la station Gare d'Austerlitz, qui vient rebrousser en impasse depuis la station Quai de la Rapée en attendant son prolongement et la correspondance à la station Bastille. Cette voie donnait accès à un embranchement appelé voie des Finances à cause des transports de fonds constitués des recettes du métropolitain jusqu'en 1967. Ce tronçon, à voie étroite, était protégé par une porte blindée et n'était accessible que par des mini-trains avec accumulateurs.
Dans le cadre de l'automatisation de la ligne 1, les quais de la station ont été rehaussés durant le week-end des 18 et 19 juillet 2009 afin de recevoir des portes palières. Ces dernières sont installées en novembre 2010. Depuis décembre 2012, elle est devenue, avec l'automatisation de la ligne 1, la seule station de correspondance desservie par des lignes de métro qui sont toutes automatiques.

### Ligne 14
La station de la ligne 14 est ouverte le 15 octobre 1998. Sa construction, délicate, a dû être effectuée depuis la surface sans interrompre le trafic de la rue de Bercy.
Le Conseil d'administration du STIF du 27 mai 2009 a voté la réalisation en 2010 (subventionnée à 50 %) d'un troisième accès en milieu de quai pour faciliter la circulation dans cette station très fréquentée, la seule à quai central de la ligne. Ce nouvel accès rejoint la passerelle existante au-dessus des voies (l'accès « Maison de la RATP » / « rue de Bercy » qui débouche dans la salle d'échanges du RER), dont le potentiel est sous-exploité. Cela permet de réorganiser les flux de voyageurs « entrants » et « sortants » pour éviter les bousculades dans les escaliers et aux extrémités du quai. L'accès a été mis en service le 16 décembre 2011.

### Fréquentation
En 2019, selon les estimations de la RATP, 36,5 millions de voyageurs sont entrés dans cette station ce qui la place à la 3e position des stations de métro pour sa fréquentation sur 302.
En 2020, avec la crise du Covid-19, 22 232 810 voyageurs sont entrés dans cette station ce qui la place à la troisième position des stations de métro pour sa fréquentation.
En 2021, la fréquentation remonte progressivement, avec 28 640 475 voyageurs qui sont entrés dans cette station ce qui la place à la troisième position des stations de métro pour sa fréquentation.

## Services aux voyageurs

### Accès
La station comporte douze accès :

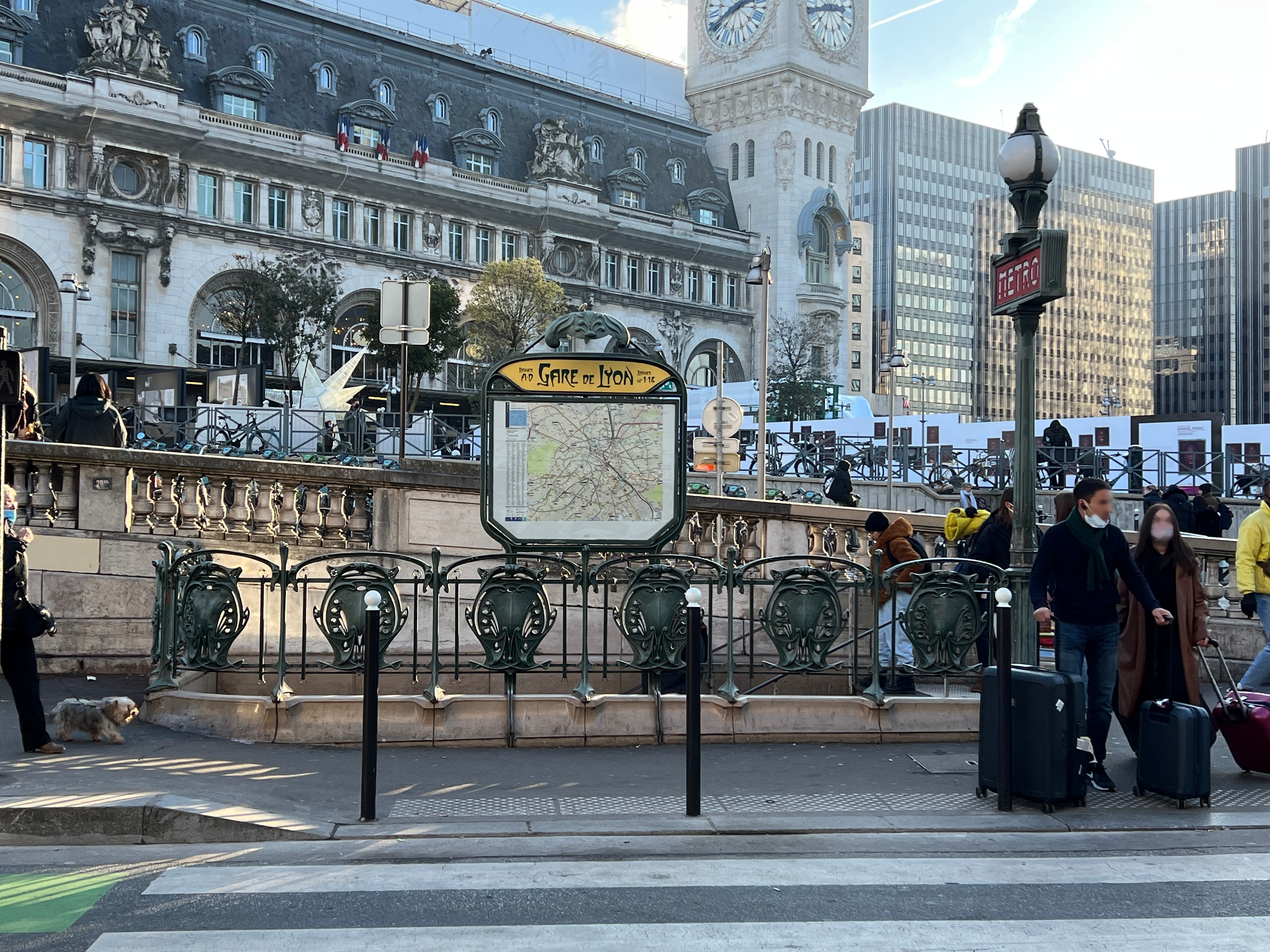
Accès no 1.

- Accès no 1 « Boulevard Diderot » : escalier débouchant face au 26 bis, boulevard Diderot ;
- Accès no 2 « Ministère de l'Économie et des Finances » ;
- Accès no 3 « Rue Michel Chasles » ;
- Accès no 4 « Cour de Chalon » ;
- Accès no 6 « Cour de l'Horloge » ;
- Accès no 7 « Rue de Bercy » : permet une correspondance à pied avec la gare de Bercy ;
- Accès no 9 « Place Henri-Frenay » ;
- Accès no 10 « Rue Legraverend » : escalier débouchant face au 25, boulevard Diderot ;
- Accès no 11 « Rue de Châlon » ;
- Accès no 12 « Rue Villiot » ;
- Accès no 13 « Rue Van Gogh » : 1 escalator montant débouchant au 203, rue de Bercy et 1 descendant partant face au no 205. Cet accès permet une correspondance à pied avec la gare de Paris-Austerlitz ;
- Accès no 15 « Maison de la RATP » : escalier débouchant au 167, rue de Bercy.

### Quais

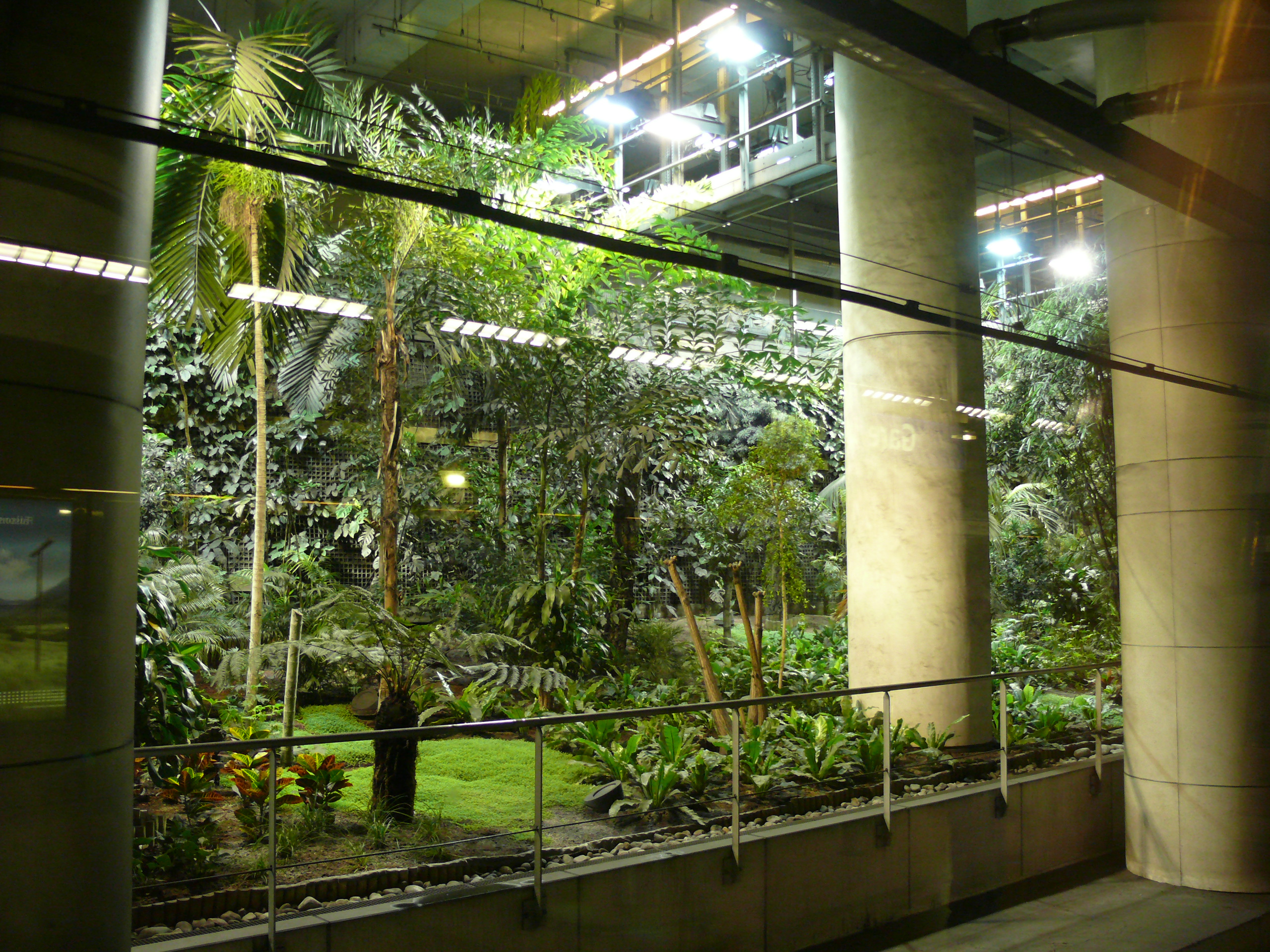
Le jardin exotique de la ligne 14.

Les quais de la ligne 1, construits à ciel ouvert, sont recouverts d'un tablier métallique de 23,90 mètres de largeur, qui supporte la chaussée. À son extrémité est, un court piédroit central sépare les deux principales voies. Celle se trouvant plus au nord est aujourd'hui déposée, ce qui a permis l'élargissement du quai en direction de La Défense, et la voie au sud servant au raccordement entre les lignes 1 et 5 est isolée derrière des parois de verre. La transition entre la voie à roulement pneu de la ligne 1 et la voie à roulement fer de la ligne 5 se fait au sein même de la station ; elle est ainsi visible du public.
La station de la ligne 14 comporte deux voies de part et d'autre d'un quai central faute de place suffisante pour construire une station à disposition classique. Entre la voie en direction d'Aéroport d'Orly et la Maison de la RATP se trouve un jardin exotique qui enjolive la station. À l'origine, l'emplacement du jardin était réservé pour un accès au musée des Transports (non réalisé).

### Intermodalité

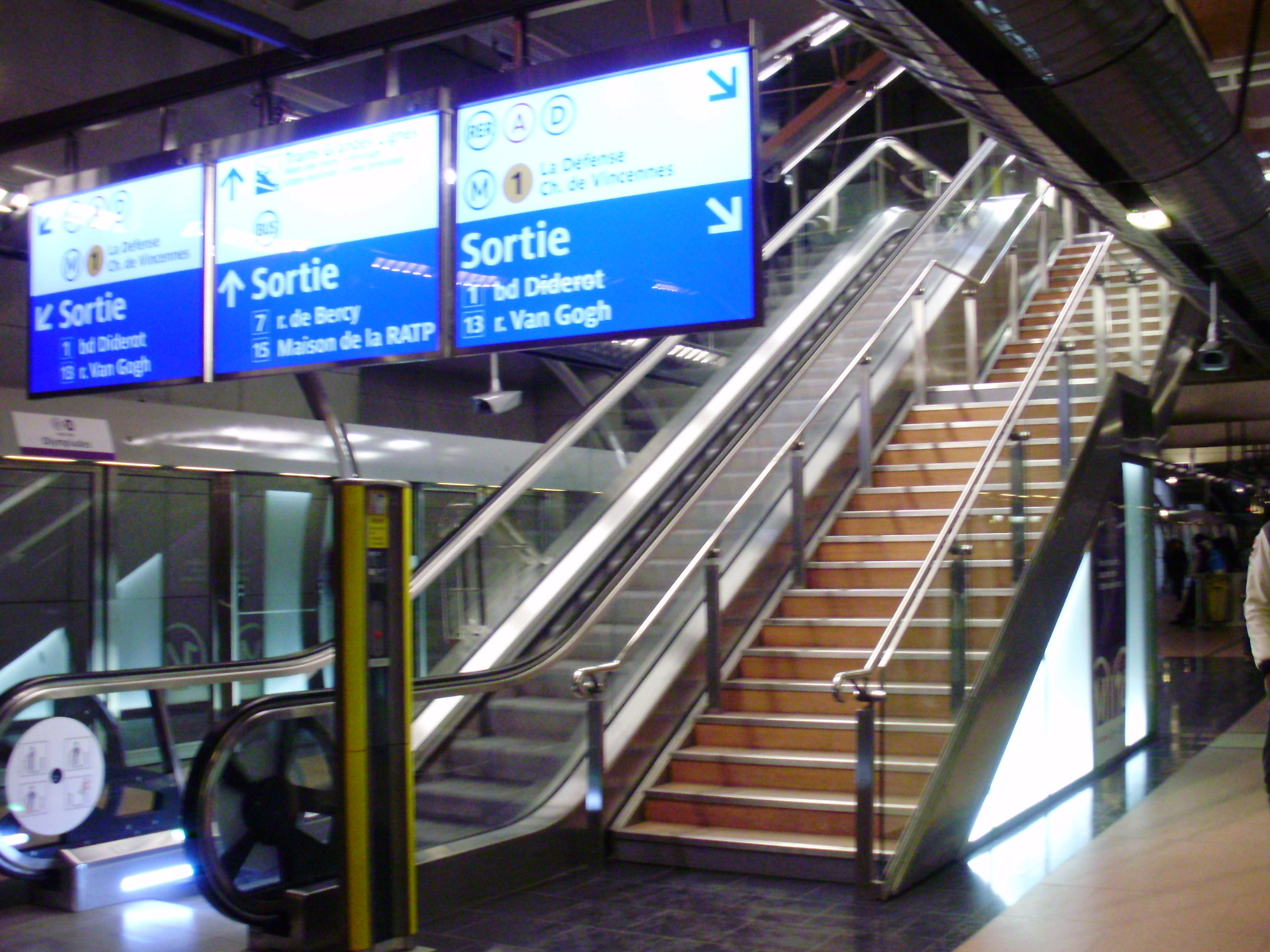
Sortie du milieu du quai de la ligne 14, ouverte le 16 décembre 2011.

La station dessert la gare de Lyon, origine des trains et des TGV, principalement vers le sud-est de la France. Elle est ainsi en correspondance avec la ligne A et la ligne D du RER.
Elle est desservie par les lignes 24, 29, 57, 61, 63, 72, 77, 87 et 91 du réseau de bus RATP. Enfin, la nuit, elle est desservie par les lignes N01, N02, N11, N16, N31, N32, N33, N34, N35, N130, N131, N132, N133, N134, N137 et N139 du réseau de bus Noctilien.
La gare d'Austerlitz est accessible à pied en empruntant, au sud-ouest de la gare de Lyon, la rue Van-Gogh, puis le pont Charles-de-Gaulle, ce qui permet de rejoindre le RER C et les lignes 5 et 10 du métro.